# Emblyna budarini
Emblyna budarini är en spindelart som beskrevs av Yuri M. Marusik 1988. Emblyna budarini ingår i släktet Emblyna och familjen kardarspindlar. Inga underarter finns listade i Catalogue of Life.